# Inpabasis
Inpabasis – rodzaj ważek z rodziny łątkowatych (Coenagrionidae).
Należą do niego następujące gatunki:
- Inpabasis hubelli
- Inpabasis intermedia
- Inpabasis machadoi
- Inpabasis nigridorsum
- Inpabasis rosea